# La Klara i el Nadal a la granja
La Klara i el Nadal a la granja (originalment en noruec, Jul på KuToppen) és una pel·lícula d'animació infantil noruega del 2020 dirigida per Will Ashurst. És una seqüela de la pel·lícula La Klara i el lladre de pomes i està produïda per la productora Qvisten Animation en col·laboració amb Dyreparken a Kristiansand i es basa en l'atracció KuToppen del Parc zoològic de Kristiansand. Qvisten Animation i Dyreparken també havien produït una sèrie de televisió titulada KuToppen l'any 2007. El guió de la pel·lícula està escrit per Ole Christian Solbakken. La cinta es va estrenar als cinemes noruecs el 6 de novembre de 2020. El 29 de desembre de 2021 es va estrenar als cinemes el doblatge en català.

## Argument
La Klara, una vedella de ciutat, passarà per primera vegada el Nadal a la granja del seu pare. Al principi es decep perquè no hi troba un ambient nadalenc, però en troba l’oportunitat quan el seu pare ha de sortir a ajudar un veí. Amb els amics i un gnom, aconsegueix unes vacances més emocionants tot i els imprevistos que ha de resoldre.

## Repartiment
- Marit A. Andreassen
- Sigrid Bonde Tusvik
- Mats Eldøen
- Henriette Faye-Schjøll
- Charlotte Frogner
- Jan Martin Johnsen
- Thomas Seltzer
- Fridtjov Såheim